# マリアナUFO事件
マリアナUFO事件は、1950年8月にアメリカ合衆国モンタナ州グレートフォールズで地元野球チームのゼネラルマネージャーを務めていたニック・マリアナ（Nick Mariana）が、後に「未確認飛行物体（UFO、Unidentified Flying Object）」と呼ばれるようになった正体不明の飛行物体を目撃し、その様子をフィルムに動画として撮影したできごとである。UFOを映像として撮影した事例としては、最初期のひとつであった。映像は、アメリカ空軍による調査の結果、写っているのは光を反射している2機のF-94ジェット戦闘機だとされた。

## 事件
1950年8月15日の午前11時29分、アメリカ西部のプロ野球独立リーグであるパイオニアリーグの所属チーム、グレートフォールズ・セレクトリックス（現グレートフォールズ・ボイジャーズ）のゼネラルマネージャーを務めていたニック・マリアナと当時19歳の秘書バージニア・ラウニック（Virginia Raunig）は、無人のレギオン・スタジアムで試合前の点検を行っていた。そのとき、まばゆい閃光がマリアナの視界に入り、彼の証言によると、明るい銀色の物体が2つ、回転しながらグレートフォールズの上空を飛んでいた。その速度は時速200から400マイル（約320から640キロメートル）に見えたという。また、幅がおよそ50フィート（約15メートル）あり、2つの物体は150フィート（約45メートル）離れていた 。マリアナは急いで自分の車に置いてあった16ミリカメラを取りに行き、飛行物体を16秒間撮影した。マリアナのカメラはカラーで撮影ができたが、録音はできなかった。ラウニックもこれらの物体を目撃した。翌日、地元の日刊紙グレートフォールズ・トリビューンがマリアナの目撃情報と映像を記事で紹介すると、全米の他のメディアにも取り上げられた。マリアナは、目撃後の数週間にわたり、セントラル・ラウンドテーブル・アスレチック・クラブなどの地元コミュニティの集まりで撮影した映像を見せた。

## 空軍による調査

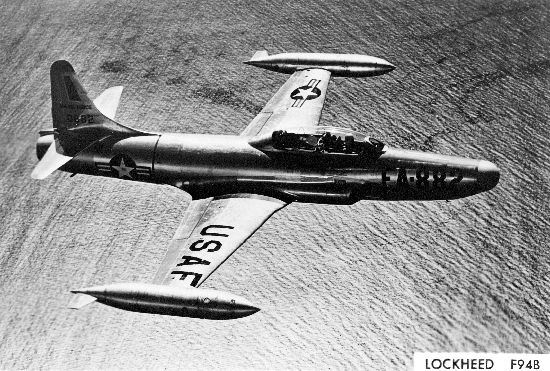
空軍が飛行物体の正体としたF-94の同型機

マリアナの映像を見て、グレートフォールズ・トリビューン紙の記者がオハイオ州のライト・パターソン空軍基地に電話し、マリアナの目撃情報と映像の存在を知らせた。これを受けて空軍大尉ジョン・P・ブライニルドセン（John P. Brynildsen）がグレートフォールズ近郊のマルムストロム空軍基地でマリアナから聞き取り調査を行った。マリアナとラウニックの両者が、飛行物体を目撃してから1、2分後に2機のジェット戦闘機が野球場の上を通過するのを見たと話すと、マリアナが見て撮影した物はそのジェット機だったのではないかと、ブライニルドセンは感じた。ブライニルドセンは、マリアナの了解を得て、フィルムをライトパターソン空軍基地に送って分析することにした。グレートフォールズの記者は「マリアナから全長約8フィートのフィルムを受け取った」とブライニルドセンから聞かされたが、大尉がライト・パターソン基地に伝えたメッセージでは、調査のため「約15フィートの動画フィルム」を送ると書かれていた。UFO研究家のジェローム・クラークによれば、この不一致の理由は解明されないままになっている。
ライト・パターソン空軍基地でフィルムの簡単な調査が行われた結果、光の正体は、マリアナがそれらを目撃したころにグレートフォールズ上空を飛んでいたのが確認された2機のF-94ジェット戦闘機の反射だと結論付けられた。フィルムがマリアナに返却された際の添え状には、空軍中佐レイ・W・テイラー（Ray W. Taylor）名で「我々の写真分析班は、不自然だと確認できる物は何も見つけられなかった」と書かれていた。
空軍からマリアナにフィルムが返却されると、フィルムの先頭の30数コマがなくなっているとマリアナが訴え、たちまち議論が湧き上がった。マリアナによれば、その30コマ余りは、回転する円盤型のUFOが最もはっきり写っていた部分であった。マリアナの映像を以前に見たグレートフォールズ地域の人々も彼の主張を支持した。なくなった部分には回転する金属のような円盤がはっきり写っていて、外周部に「ノッチ（目盛り、ベルトの穴、切り欠きなど）またはバンド」のようなものがあったと彼らは主張した。空軍側はこれを否定し、フィルムの分析時に傷を付けてしまった1コマを除去しただけだと反論した。

## 訴訟
1951年1月、作家でUFO否定派のボブ・コンシダインがコスモポリタン誌に"The Disgraceful Flying Saucer Hoax"（仮題：恥ずべき捏造の空飛ぶ円盤）と題する記事を寄稿し、マリアナの目撃と映像をはじめ、当時最も注目を集めていたいくつものUFO目撃情報を虚報だとこき下ろした。マリアナは、まるで自分が「うそつき、ふざけ屋、まぬけ、変人、目立ちたがりのいかれた人物」かのような印象を与える記事だと主張し、コンシダインを相手取り、名誉毀損の罪で訴える裁判を起こした。最終的に、この訴えは1955年9月に取り下げられた。

## その後の調査
1951年、UFOの調査に本腰を入れる必要性を感じた空軍は、エドワード・J・ルッペルト（Edward J. Ruppelt）大尉をその責任者に抜擢し、1952年春には新たにプロジェクト・ブルーブックと名付けられた調査活動が始動した。1952年7月、ワシントンUFO乱舞事件が発生すると、マリアナの映像を再調査するよう、ペンタゴンからルッペルトに指示が出された。1956年の自著で、ルッペルトはマリアナの映像について、次のように述べている。「1950年当時、[空軍]はUFOに関心がなかったので、プロジェクト・グラッジは簡単に見ただけで、その近辺にいた2機のF-94ジェット戦闘機の反射だと一蹴していた」。
マリアナは再調査に前向きではなかったが、コマを一切取り除かないと空軍に書面で約束させ、大尉のフィルム貸し出し要請に応じた。ライト・パターソン空軍基地の分析班は、マリアナのフィルムに写っている物体は「鳥や気球、流星」ではないと結論付けた。また、初回調査時は写っている物がF-94の反射だという結論であったが、これも除外した。ルッペルトは、前述の自著で「2機の戦闘機がいたのは、まったく2機のUFOの近くではなかった...我々は光の一つ一つを調べたが、どちらも反射光にしてはあまりにも安定しているように見えた。我々は、モンタナの映像について説明を導き出せなかった。あれは「不明」（an unknown）だった」と回想している。
1953年1月、プロジェクト・ブルーブックが収集した「最適な」事例を検証するため、空軍とCIAが著名な科学者からなる委員会を招集した。物理学者ハワード・P・ロバートソンが議長を務めたことからロバートソン・パネルと呼ばれたこの委員会は、マリアナのUFO映像を見て、被写体は「近辺にいたのが確認されている航空機の反射」だと判断した。

## ベイカー博士による分析
1954年、グリーン・ラウズ・プロダクションズがドキュメンタリー映画『UFO』の制作を決定した。同プロダクションは、映画でマリアナの映像を利用するためにその権利を取得した。このとき、ダグラス・エアクラフト社の物理科学者でエンジニアのロバート・M・L・ベイカー・ジュニアが映像分析を手がけることになった。1956年初めにマリアナの映像の分析を終えたベイカーは、物体が単にF-94の反射だという説明は「かなり無理がある」と結論付けた。
1968年、ベイカーは議会で開催されたUFOに関する公聴会に出席し、マリアナの映像を分析した結果について、「ほとんどの自然現象は、事前分析で除外できました。さらに詳しく調査したところ、自然現象のうち、ありうる候補として残ったのは、ユタ州の映像の場合は飛んでいる鳥、モンタナ州の映像は航空機の胴体に反射する太陽光だけでした。断続的ながらも18か月間にわたり、ダグラスとUCLAで各種のフィルム測定器を駆使した詳しい調査を行い、写真測量機を応用した実験も行いましたが、自然現象だとする仮説はどれも当たっていないようでした」と証言した。。
1969年、ベイカーはソーントン・ペイジとカール・セーガンが開いたアメリカ科学振興協会（AAAS）のUFOパネルで論文を発表し、マリアナのUFO映像をはじめ、その他の映像や写真について語った。ベイカーは、マリアナの映像は確認不能だと結論付けた。そして、UFOがいかなる性質のものかを憶測する前に、データとしての写真の品質を改善することが肝要だと強調した。

## コンドン・レポート

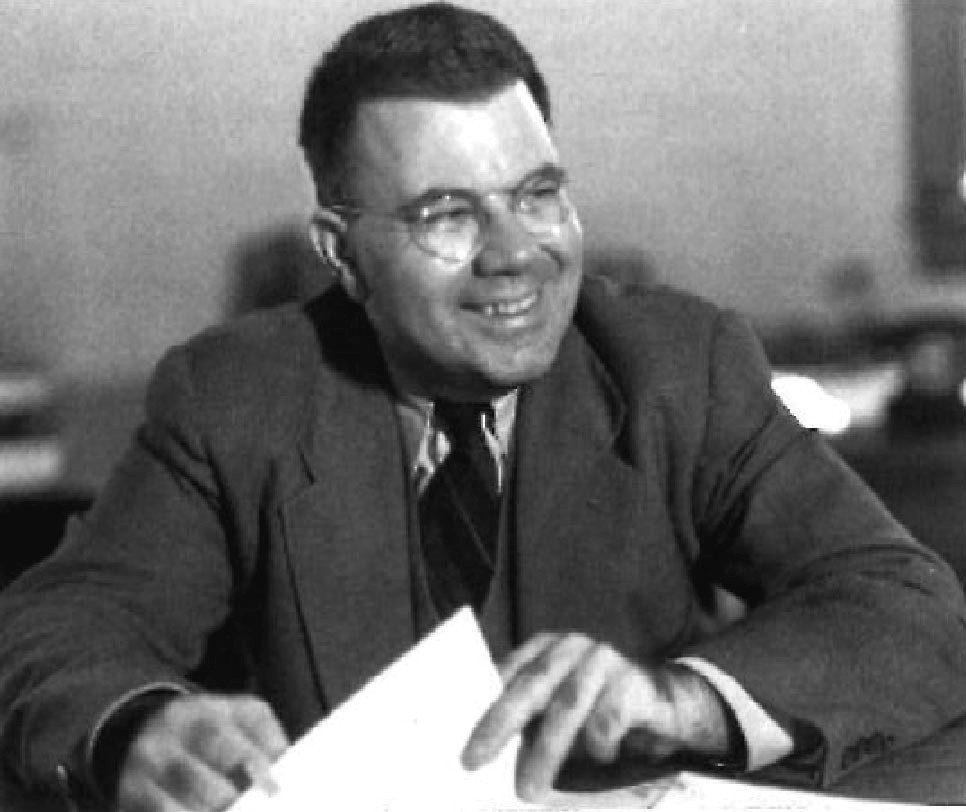
コンドン委員会の長を務めたエドワード・U・コンドン

1966年、合衆国政府は、UFO現象の研究を行うために予算を用意し、コロラド大学ボルダー校に組織を設立した。著名な物理学者のエドワード・U・コンドン博士が長を務める委員会で、研究者らがマリアナのUFO映像を「再検証」することになった。コンドン委員会は、この事例を調査する担当として、物理学者でUFOに対しては総じて懐疑的なロイ・クレイグ博士と、マリアナのUFO事件に長らく関心を持っていた心理学者のデビッド・サンダース博士を任命した。
過去の調査記録を再検証するうちに、この事例に関して新たな疑問が生じた。本件の最初期は、目撃映像の撮影日が1950年8月15日とされていたが、1953年1月の再調査時に記録としてプロジェクト・ブルーブックに残された文書では、マリアナの証言としてUFOを目撃したのは「1950年8月5日または8月15日」となっていた。クレイグの調査によれば、1950年8月15日はマリアナの野球チームがアイダホ州で試合をしており、グレートフォールズにいるはずはなかった。映像に写っている物体が「気球ではない」とされた根拠は、物体が8月15日の風上方向に移動していたからであるが、日にちが定かでなければ、検証はできない。当初、撮影日を8月15日だという説明を空軍を受け入れたのは、「いささか不注意」であったとクレイグは指摘している。
マリアナとの面会調査を終えて、2人の研究者は映像について異なる結論に達した。クレイグは、フィルムから30数コマが切り取られたというマリアナの主張にもともと懐疑的であった。クレイグ博士は、自著にて、「最も重視したコメントは、マリアナの元秘書との電話による聞き取り調査で得たものだった...空軍がフィルムを切り取ったという出来事に関する情報、そしてそれを信じているのかについて答えを強く求めたときだ。非常にためらいながらも出てきたコメントは、『この件で頭に入れておく必要があるのは、ニック・マリアナがプロモーターだということです』だった。それは、私たちの会話の締めくくりと言っていいコメントだった」と回想している。そして、「デビッド・サンダース博士は、マリアナの映像は地球外からの訪問者が来ていることを示す強力な証拠だと確信したが、私はこれを擁護したいとは思わない」とも書いている。
他方、デビッド・サンダースは、マリアナの映像が、コロラド・プロジェクトの事例ファイルのなかでも特に重要なケースだと考えた。サンダースはベイカー分析に強い印象を受けており、マリアナのフィルムの冒頭部分から撮影されたコマがなくなったことについて見解の不一致が生じていた点に疑いの眼を向けていた。彼は、フィルムからなくなった最初の3秒間に、回転する円盤がはっきり写っていたとの記録に特に関心を示していた。そして、マリアナのフィルムは「UFO問題には何かが絡んでいると私を確信させるのに、他のどの例よりも大きな影響を与えた目撃事例だ」と結んだ。
コンドン・レポートには、アリゾナ大学の天文学者ウィリアム・K・ハルトマン博士がマリアナのUFOフィルムを分析した結果も記されている。ハートマンの結論は、「過去の調査で、検証すべき主な仮説として残ったのは航空機説であった。手元にあるデータは、これらが確かに航空機であったとするには不十分なものの、その可能性も完全には排除できない」とした。

## マリアナ・フィルムのその後
マリアナのフィルムは、複製がアメリカ国立公文書記録管理局公文書館で保管されている。映像は、ドキュメンタリーやテレビ番組で取り上げられたり、インターネット上に共有されたりしている。また、この映像に関する議論も続いている。マリアナの目撃以来、モンタナ州グレートフォールズではUFOの目撃が100回を超え、北米で最も頻繁にUFOが目撃される場所の1つとなっている。2008年、グレートフォールズの野球チームは、マリアナUFO事件を記念してグレートフォールズ・ボイジャーズとチーム名を改めた。